# الفحلین
ال فهلاین یک منطقهٔ مسکونی در امارات متحده عربی است که در رأس‌الخیمه واقع شده است.

## خصوصیات
ال فهلاین ۱۸ متر بالاتر از سطح دریا واقع شده است.